# Казаси
Казаси или Казаци су туркијски народ, који претежно живи у Казахстану, где чини око 63% становништва. Казаси су већином исламске вероисповести, а говоре казашким језиком, који спада у туркијску групу алтајске породице језика. Услед миграција разних народа кроз просторе Казахстана, данашњи Казаси су генетички веома варијабилни (турска и монголска племена, Хуни и ирански народи).
Казаха укупно има око 11.524.000, од тога у Казахстану 8.318.000, Кини 1.302.000, Узбекистану 975.000, Русији 599.000. У Кини, Казаси имају своју аутономну префектуру, док у аутономној републици Каракалпакија у Узбекистану по трећину становништва чине Каракалпаци, Узбеци и Казаси.
- Казахстан
- Аутономни казашки регион у Кини